# Khatiguda
Khatiguda é uma vila no distrito de Nabarangapur, no estado indiano de Orissa.

## Demografia
Segundo o censo de 2001, Khatiguda tinha uma população de 6398 habitantes. Os indivíduos do sexo masculino constituem 52% da população e os do sexo feminino 48%. Khatiguda tem uma taxa de literacia de 70%, superior à média nacional de 59.5%: a literacia no sexo masculino é de 78% e no sexo feminino é de 61%. Em Khatiguda, 12% da população está abaixo dos 6 anos de idade.